# 애마부인 4
"애마부인 4"(Madame Emma 4)는 한국에서 제작된 석도원 감독의 1990년 드라마, 멜로/로맨스, 에로 영화이다. 주리혜 등이 주연으로 출연하였고 최춘지 등이 제작에 참여하였으며 탤런트 임옥경의 친동생  주리혜(본명 임선경)가 해당 영화로 스크린 데뷔를 했는데 석도원 감독이 주인공을 찾기위해 다운타운가 배우학원 대학가 모델계 등을 돌아다닌 끝에 후보자 230명 중 본인(주리혜)을 여주인공으로 간신히 선택했다.

## 출연

### 주연
- 주리혜
- 이동준

### 조연
- 유영국
- 윤지원
- 신성하
- 김호진
- 진여진

## 기타
- 각색: 석도원
- 원작자: 이문웅
- 제작총지휘: 신승호
- 제작총지휘: 김영호
- 촬영부: 이천도
- 촬영부: 김기덕
- 촬영부: 신재용
- 조명: 손영철
- 조명부: 정민재
- 조명부: 민병진
- 조명부: 조성각
- 조명부: 한영태
- 스틸: 김병옥
- 조연출: 권홍진
- 조연출: 진정식
- 스크립터: 정난
- 녹음: 김경일
- 미용: 투영미용실
- 미용: 박지영 미용실
- 의상: 김해련
- 현상: 세방현상소
- 효과: 양대호